# 察隅野豌豆
察隅野豌豆（学名：Vicia bakeri）为豆科野豌豆属下的一个种。